# Robert Leavitt
Robert Leavitt (Dorchester, Estados Unidos, 20 de septiembre de 1883-Hanson (Massachusetts), 2 de febrero de 1954) fue un atleta estadounidense, especialista en la prueba de 110 m vallas en la que llegó a ser campeón olímpico en 1906.

## Carrera deportiva
En los JJ. OO. de Atenas 1906 ganó la medalla de oro en los 110 m vallas, llegando por delante del británico Alfred Healey (plata) y el alemán Vincent Duncker (bronce).